# Pavol Janík
Pavol Janík (* 15. října 1956, Bratislava) je slovenský spisovatel a v letech 2003–2007 předseda Spolku slovenských spisovatelů.

## Kariéra
- 1976 – 1981 – studoval filmovou a televizní dramaturgii a scenáristiku na Vysoké škole múzických umění v Bratislavě, při studiu pracoval dva roky jako režisér Československého rozhlasu v Bratislavě a pak jako dramaturg Slovenského filmu
- 1983 – 1987 – pracovník na úseku řízení slovenské kinematografie na Ministerstvu kultury SR
- 1987 – 1989 – výkonný tajemník Svazu slovenských dramatických umělců
- 1989 – 1990 – redaktor kulturní rubriky deníka Pravda
- 1990 – 1992 – věnoval se literární tvorbě a byl ve svobodném povolání
- 1992 – 1993 – vedoucí redakce oddělení kultury deníku Koridor
- 1993 – 1997 – copywriter a následně kreativní ředitel mezinárodní reklamní agentury GGK
- 1997 – 1998 – kreativní ředitel reklamní agentury Donar
- 1998 – 2003 – tajemník Spolku slovenských spisovatelů
- 2003 – 2007 – předseda Spolku slovenských spisovatelů
- 2007 – 2013 – tajemník Spolku slovenských spisovatelů
- 2010 – 2013 – šéfredaktor časopisu Spolku slovenských spisovatelů Literárny týždenník
- od roku 2013 – spisovatel ve svobodném povolání, publikuje doma i v zahraničí

## Tvorba
Básně
- Nezaručené správy (1981) – básnický debut, rozvíjel v něm výdobytky konkrétistů v lyrických miniaturách moderní senzibilní nekonvenční výpovědí; dostupné online
- Zrkadlo na konci leta (1984) – sbírka básní; ironickým podtónem se tu jazykovou kreací vyjádřil o smyslu každodenních věcí; dostupné online
- Dovidenia v množnom čísle (1985) – sbírka básní; ironickým podtónem se tu jazykovou kreací vyjádřil o smyslu každodenních věcí; dostupné online
- Hurá, horí (1991) – sbírka básní a aforismů; s recesistickou sebeironií a intelektuálním nadhledem projevil básnickou invenci v aforistickém výrazu a pásmové skladbě; básně dostupné online a aforismy dostupné online
- Niekto ako boh (1998) – experimentální sbírka; dostupné online
- Истината с прекрасно дълги крака – Антология девет словашки поети / Pravda s prekrásne dlhými nohami – Antológia deviatich slovenských básnikov (2000); dostupné online
- Buď vôňa tvoja (2002) – experimentální sbírka; dostupné online
- Kmitočet tvojich bokov (2002) – výběr z básnické tvorby; dostupné online
- Театър Живот / Divadlo Život (2003) – Bulharsko, výběr z básnické tvorby dostupné online
- Починка Титаника / Oprava Titaniku (2004) – Ruská federace, výběr z básnické tvorby; dostupné online
- Táranie nad hrobom (2004): výběr z básnické tvorby; dostupné online
- Поправката на Титаник / Oprava Titaniku (2005) – Macedónsko, výběr z básnické tvorby; dostupné online
- Zašifrovaná jeseň (2007): experimentální sbírka; dostupné online
- Із кузни часу – Антологія сучасної словацької поезії / Z výhně času – Antologie současné slovenské poezie (2007); dostupné online
- Поезія, молитва серца – Антологія словацької поезії / Poezie, modlitba srdce – Antologie slovenské poezie (2009); dostupné online
- Třetí skupenství muže (2009) – Česko, výběr z básnické tvorby a aforismů; dostupné online
- A Dictionary of Foreign Dreams / Slovník cizích snů (2014) – Velká Británie, výbér z básnické tvorby; dostupné online
- Реконструкција Титаника / Oprava Titaniku (2018) – Srbsko, výbér z básnické tvorby;

Aforismy
- Dobrá zrada nad zlato (1996) – ironicko-sarkastický text; dostupné online
- Satanovisko (1999) – ironicko-sarkastický text; dostupné online
- Pes hore bez (2000) – ironicko-sarkastický text; dostupné online
- Špinavé čistky (2002) – ironicko-sarkastický text; dostupné online

Odborná literatura
- Vladimír Bahna (1986) – knižní monografie o životě a díle filmového režiséra
- Generál Lorenc – Dešifrovaný svet (2000) – exkluzivní rozhovory; dostupné online
- Rozhovory (o štátnosti) (2002)
- Nad vedou (literárno-dramatické reflexie) (2003)
- Spy Dictionary / Špionážny slovník (2006)
- Špión z Bratislavy (spoluautorka Gabriela Holčíková) (2006)
- Špionážne skratky (2006)
- Hovorca samého seba (2009) – kniha rozhovorů se spisovatelem Pavlem Janíkem

Drama
- Štvrtá osoba jednotného čísla – rozhlasová hra (1980); dostupné online
- Tuctová komédia (spoluautorka Oľga Janíková) – rozhlasová hra (1986), televizní hra (1987)
- Škrupinový zámok – rozhlasová hra (1988)
- Súkromný striptíz (1990 časopis / 1993 kniha) – div. hra (1993), televizní hra (1997); dostupné online
- Maturitný oblek (1992 časopis / 1994 kniha) – rozhlasová hra (1992); dostupné online
- Pasca na seba (1995 časopis / 1998 kniha) – dostupné online
- Nežná klauniáda – rozhlasová hra (2003); dostupné online
- Nebezpečné veselohry – knižní soubor tří divadelních her (2004); dostupné online
- Dangerous Comedies / Nebezpečné veselohry (2004) – Kanada; soubor tří divadelních her; dostupné online
- Bez motívu – rozhlasová hra (2005); dostupné online
- Bez zábran – rozhlasová hra (2006); dostupné online
- Bez záruky – rozhlasová hra (2006); dostupné online
- Опасные комедии / Nebezpečné veselohry – Ruská federace; knižní soubor tří divadelních her (2006); dostupné online

Překlady
- Zem je obežnica Mesiaca – Leonel Rugama; spolu s Janem Kašparem a Dagmar Morenovou (1987)
- Oblohy všetkých farieb – Justinas Marcinkevičius; spolu s Milanem Tokárem (1988)
- Dokonané je – Konstatinos Kavafis; spolu s Ivanem Gavorem (1989)
- Nové základy experimentálnej psychológie – Břetislav Kafka (1991)
- Veľká vrecková láska – Karel Sýs (2006)

O autorovi
- Aj dráma je len človek... Premeny súčasnej drámy – profily čtyř slovenských současných dramatiků (Viliama Klimáčka, Laca Keratu, Pavla Janíka a Silvestra Lavríka); autor knihy Miloš Mistrík (2003); Open Library, USA
- Život a dielo Pavla Janíka – antologie studií z mezinárodní vědecké konference Univerzity Konštatína Filozofa v Nitře; editor knihy Andrej Červeňák (2005); Open Library, USA
- Ни дать ни взять – Мастер (О стихах Павола Яника) / Mistr – nic víc, nic méně (O verších Pavla Janíka) – autorka studie Наталия Шведова / Natalia Švedova (2006); dostupné online[nedostupný zdroj]
- Pater Noster súčasného hrdinu literárnych textov / Pater Noster of Today Hero of Literary Texts – autorka studie Jana Juhásová (2007); dostupné online
- Encyclopaedia Beliana 7. svazek (2013); dostupné online

Ocenění
- Cena rektora Vysoké školy múzických umění (1981)
- Prémie Slovenského literárního fondu (1982)
- Prémie Slovenského literárního fondu (1983)
- Cena Alfréda Radoka (Praha, Československo, 1992)
- Cena Medzičasu (1993)
- Zlatý klinec (1995)
- Cena časopisu Spolku slovenských spisovatelů Literárny týždenník (1997)
- Cresta International Advertising Award (New York, USA, 1998)
- Literární cena Všeobecné úvěrové banky (1999)
- Prémie Spolku slovenských spisovatelů (1999)
- Literární cena Paula Rusnaka (Pasadena, USA, 2000)
- Prémie Spolku slovenských spisovatelů (2000)
- Cena ministra kultury Bulharské republiky (2004)
- Cena Unie českých spisovatelů (2012)
- Pride of the Globe (The World Nation Writers' Union, Kazakhstan, 2017)

## Rodina
- tchyně : Oľga Chodáková, choreografka a televizní režisérka
- tchán MUDr. Ivan Chodák, sportovec a lékař
- manželka Mgr. art. Oľga Janíková, televizní a rozhlasová režisérka
- švagr prof. Ing. Ivan Chodák, DrSc., chemik